# Ctiboř (Plzeň)
Ctiboř é uma comuna checa localizada na região de Plzeň, distrito de Tachov.